# استیوی می
استیوی می (انگلیسی: Stevie May؛ زادهٔ ۳ نوامبر ۱۹۹۲) بازیکن فوتبال اهل بریتانیا است.
از باشگاه‌هایی که در آن بازی کرده است می‌توان به باشگاه فوتبال پرستون نورث اند، باشگاه فوتبال شفیلد ونزدی، باشگاه فوتبال همیلتون آکادمیکال، باشگاه فوتبال الوآ اتلتیک، و باشگاه فوتبال سنت جانستون اشاره کرد.
وی همچنین در تیم‌های ملی فوتبال زیر ۲۱ سال اسکاتلند، و اسکاتلند بازی کرده است.